# Luigi Candiani (imprenditore)
Luigi Candiani (Busto Arsizio, 1784 – Busto Arsizio, 25 novembre 1845) è stato un imprenditore italiano.

## Biografia
Inizialmente negoziante, esperto in agronomia e meccanica divenne imprenditore migliorando alcuni procedimenti tecnici della filatura e della tessitura del cotone. Nel 1812 fondò il Cotonificio Luigi Candiani a Busto Arsizio e, nel 1838, impiantò a Olgiate Olona una filatura meccanica azionata da forza idraulica. La sua ditta fu premiata nel 1838 e 1939 con la medaglia d'argento "ai progressi dell'Industria" dal governo della Lombardia, che all'epoca era sotto il regno di Ferdinando I d'Austria, mentre nel 1843 ricevette la medaglia d'oro.
Dopo la sua morte, avvenuta nel 1845, la sua ditta fu portata avanti dai suoi sette figli, avuti con la moglie Carolina Borsa. Nel 1856 l'azienda di filatura era dotata di 17 macchine con 3068 fusi che producevano ogni anno 1318 quintali di filato. Lo stabilimento di tessitura di Busto Arsizio contava invece circa 700 telai.
Le sue spoglie furono tumulate nel cimitero di Busto Arsizio che sorgeva presso la chiesa di San Gregorio Magno in Camposanto (oggi parco Ugo Foscolo) e successivamente spostate nel Cimitero monumentale di Busto Arsizio. La sua edicola funeraria fu demolita prima del trasferimento, ma, grazie al recupero operato dall'associazione La Famiglia Bustocca, il busto marmoreo che lo raffigura, opera di Paolo Borsa, è conservato presso le Civiche Raccolte d'Arte di Palazzo Marliani-Cicogna. La lastra tombale è invece conservata presso la cripta della cappella Leopoldo Candiani nel cimitero di Busto Arsizio e riporta la scritta: